# Moneybags
Moneybags és un concurs televisió britànic que es va emetre a Channel 4 del 8 de novembre de 2021 al 24 de setembre de 2022. Va ser presentat per Craig Charles, amb Kevin Duala substituint-lo els seus últims quatre episodis. El format televisiu s'ha adaptat per al programa d'À Punt A la saca, presentat per l'humorista Eugeni Alemany i que va estrenar-se el 23 de juny de 2024.

## Producció
Channel 4 va encarregar el programa el 6 de juliol de 2021 i va ser produït per Youngest Media. El febrer de 2022, es va encarregar una segona temporada de 30 episodis.
El desembre de 2022, després que el programa s'hagués suprimit, es va informar que Moneybags mai tornaria per a una tercera temporada, o fins i tot més. Aquesta decisió es va consolidar el febrer de 2023, quan Youngest Media va tancar i va començar la liquidació a causa dels efectes persistents de la pandèmia de la COVID-19 en el negoci.
Joel Golby, de The Guardian, va escriure: "Craig Charles és el presentador perfecte del concurs. Moneybags és el test perfecte". Va considerar que Charles era un millor presentador que Gary Lineker a Sitting on a Fortune i que el programa tenia millors preguntes que Moneyball, d'Ian Wright, dos nous concursos d'ITV.

## Temporades
| Sèrie | Data d'inici          | Data de finalització   | Episodis | Notes                                                  |
| ----- | --------------------- | ---------------------- | -------- | ------------------------------------------------------ |
| 1     | 8 de novembre de 2021 | 19 de desembre de 2021 | 30       |                                                        |
| 2     | 15 d'agost de 2022    | 24 de setembre de 2022 | 30       | Els episodis 27-30 van ser presentats per Kevin Duala. |